# Desertia
Genre
Desertia est un genre de collemboles de la famille des Entomobryidae.

## Distribution
Les espèces de ce genre se rencontrent en Amérique du Nord et en Asie.

## Liste des espèces
Selon Checklist of the Collembola of the World (version du 13 septembre 2019) :
- Desertia kaplini Tshelnokov, 1979
- Desertia pulchra (Handschin, 1928)
- Desertia semicolorata (Handschin, 1928)

## Publication originale
- (ru) Tshelnokov, 1979 : « About fauna and ecology of Collembola species in the eastern Karakum ». Izvestiya Akademii Nauk Kazakhskoi SSR Seriya Biologicheskaya, vol. 1979, no 1, p. 35-44.